# San Francisco del Chañar
San Francisco del Chañar is een plaats in het Argentijnse bestuurlijke gebied Sobremonte in de provincie Córdoba. De plaats telt 2.067 inwoners.